# Епишин, Андрей Сергеевич (искусствовед)
Андрей Сергеевич Епишин (родился 23 июня 1979 г. в городе Москва) — российский искусствовед, художник, дизайнер.

## Карьера
Окончил аспирантуру Научно-исследовательского института теории и истории изобразительных искусств Российской академии художеств. Кандидат искусствоведения (2013). Специалист в области русского искусства революционного и пост-революционного периодов, а также советского искусства. Автор альбомов-монографий «Миф, проект и результат. Ранняя советская живопись 2-й половины 1920-х — начала 1930-х годов» ISBN 978-5-98862-083-9(2012, Издательство «Грифон», Москва) и «Преображая мир в кровавом мятеже… Русская живопись революционной эпохи» ISBN 978-5-98862-376-2 (2017, Издательство «Грифон», Москва).
Сфера научных интересов: теория искусства, русское и советское искусство XX в., современное российское искусство, искусство аутсайдеров. Неоднократно публиковался в журналах «Собраніе», «Дом культуры», «Московский журнал», «Культура и искусство», «European Social Science Journal», «Русская галерея - XXI век», а также других периодических изданиях, сборниках научных конференций и каталогах выставок. Сотрудничал в качестве редактора и куратора арт-проектов с издательством «Moscow Media Group ltd», автор концепции ежегодного художественного издания «Российское искусство».
Член Ассоциации историков искусства и художественных критиков АИС. Член московского отделения Союза художников России.

## Награды
- 2019 — лауреат международной премии Terra Incognita Awards[11][12].

## Публикации
- Епишин А. С. К вопросу об атрибуции картины И. Е. Репина «Портрет А. К. Тимирязева» // Московский журнал. № 7(247) — Москва‚ 2011. С. 70-74
- Епишин А. С. Русское? Советское? Космополитическое? Искусство Дейнеки // Собрание шедевров: наследие и современность. № 3. Сентябрь — Москва‚ 2011. С. 28-37
- Ежегодное издание «Российское искусство. 2010»; Епишин А. С. — член редакционной коллегии‚ автор вступительной статьи и статей к разделам. Издательство «Moscow Media Group», Москва‚ 2010‚ С. 23-25‚ 27‚ 69, 171, 261, 343‚ 365, 417‚ 455‚ 485‚ 501
- Ежегодное издание «Российское искусство. 2011»; Епишин А. С. — член редакционной коллегии‚ автор вступительной статьи и статей к разделам. Издательство «Moscow Media Group»‚ Москва‚ 2011‚ С. 9-11‚ 13‚ 37, 103, 187, 261, 277‚ 329‚ 355‚ 397
- Репрезентация искусства как репрезентация власти в живописи 1924—1930-х годов из коллекции Государственного музея революции // Культура и искусство / Nota bene. № 5(37), Москва, 2017. С. 33-41
- Художественное издание «Традиции русской живописи. Русский импрессионизм»‚ Епишин А. С. — член редакционной коллегии‚ автор вступительной статьи. Издательство «Наш Изограф»‚ Москва‚ 2012‚ С.10-11
- Епишин А. С. Образ революционера-узника в произведениях русской живописи 1880—1910-х годов // Культура и искусство / Nota bene. № 6(12)- Москва, 2011. С. 98-101
- Искусство аутсайдеров в контексте художественной культуры XX века. Метаморфозы восприятия // Странный художник / под редакцией А. С. Мигунова. М.: Standartu Spaustuve, 2015. С. 172—178
- Епишин А. С. Феномен «коллективного пролетарского тела» в ранней советской живописи // European social science journal (Европейский журнал социальных наук). № 13 (16) 2011. С. 295—303
- Феномен неоархаики и творчество аутсайдеров в контексте постмодернистского дискурса // Амплитуда колебаний. Наив и ар брют: от классики к современности. Материалы научной конференции. М.: Музей русского лубка и наивного искусства, 2016. С. 173—144
- Ежегодное издание «Российское искусство. 2012»; Епишин А. С. — член редакционной коллегии‚ автор вступительной статьи и статей к разделам. Издательство «Moscow Media Group»‚ Москва‚ 2012‚ С. 17‚ 33‚ 70, 176, 280, 406, 425‚ 493‚ 527‚ 583, 613, 635